# Rimini Calcio 1965-1966
Questa voce raccoglie le informazioni riguardanti il Rimini Calcio nelle competizioni ufficiali della stagione 1965-1966.

## Rosa
| N. |                   | Ruolo | Calciatore           |
| -- | ----------------- | ----- | -------------------- |
|    | Italia (bandiera) | D     | Remo Barbiani        |
|    | Italia (bandiera) | A     | Giorgio Barbieri     |
|    | Italia (bandiera) | P     | Roberto Conti        |
|    | Italia (bandiera) | D     | Gianfranco De Marchi |
|    | Italia (bandiera) | A     | Cataldo Di Virgilio  |
|    | Italia (bandiera) | A     | Remo Frazzetto       |
|    | Italia (bandiera) | C     | Antonio Fusari       |
|    | Italia (bandiera) | A     | Walter Grilli        |
|    | Italia (bandiera) | A     | Massimo Jacobini     |

| N. |                   | Ruolo | Calciatore         |
| -- | ----------------- | ----- | ------------------ |
|    | Italia (bandiera) | C     | Adone Mazzi        |
|    | Italia (bandiera) | C     | Marcello Mazzolini |
|    | Italia (bandiera) | A     | Armando Patrignani |
|    | Italia (bandiera) | C     | Giorgio Perversi   |
|    | Italia (bandiera) | C     | Vittorino Protti   |
|    | Italia (bandiera) | C     | Adriano Quadrelli  |
|    | Italia (bandiera) | D     | Sergio Santarini   |
|    | Italia (bandiera) | D     | Romano Scardovi    |